# Yke Viersen
Yke Viersen (Banjarmasin (Borneo),  1949) is een Nederlands cellist. 
Viersen studeerde in Den Haag bij Piet Veenstra. Viersen werd cellist in het Residentie Orkest toen hij 19 jaar oud was. Hij studeerde daarna verder bij Jean Decroos aan het Koninklijk Conservatorium, waar hij afstudeerde met het diploma solospel. Sinds 1971 speelt hij in het Koninklijk Concertgebouworkest. Hij maakt ook deel uit van het Margiono Quintet en het strijktrio met de naam Pythagoras Trio. Hij geeft les aan de Muziek- en Dansschool Amstelveen.
Yke Viersen is de vader van celliste Quirine Viersen en violiste Saskia Viersen.